# Мохамед Хомос
Мохамед Сулейман Хамза (на арабски: محمد حمص, на английски: Mohamed Sulaiman Hamza) (роден на 1 януари 1979), обикновено известен с прякора си Хомос, този прякор произлиза от известното арабското ядене Хумус (Homos или Hummus), е египетски футболист, който играе за Исмаили (Ismaily), на когото е капитан. С египетския национален отбор той спечели през 2008 г. Купа на африканските нации, играна в Гана. През 2009 г. на ФИФА Купа на конфедерациите, той вкара победният гол за Египет от втория етап от групата срещу световните шампиони от Италия с 1 – 0. След срещата, той е обявен от BUDWEISER за Човек на мача от ФИФА заради неговото впечатляващо представяне и гола за крайния победен резултат.